# Барков, Александр Георгиевич
Александр Барков (греч.  Αλέξανδρος Μπαρκόφ; 4 сентября 1870, Хельсинки — 1942, Афины) — финский и греческий художник первой половины 20-го века.

## Биография
Александр Барков родился в Хельсинки. Не располагаем достоверной датой его рождения (иногда указывается 1870 год), как и информацией о его семье, кроме того что он был русским и его родителей звали Георгием и Марией.
Учился в Школе прикладных искусств и в Школе рисунка Хельсинки в период 1890 −1897.
Уехал из Финляндии в 1900 году и более никогда туда не возвращался.
Жил достаточно долго в Париже, где в 1923 году принял участие в Осеннем салоне. Биографические данные Баркова настолько скудны, что его последующая жизнь выстроена благодаря его акварелям, на которых художник, рядом с подписью, всегда ставил примечанием место и дату создания работы.
Благодаря его работам мы знаем, что он прибыл в Грецию в 1927 году и поселился первоначально в Афинах.
В конце 1928 году он поселился в Салониках, совершая поездки на Афон и остров Керкира.
В 1929 году совершил поездку в Палестину и Константинополь, вернулся в Салоники и продолжал здесь жить и работать.
Толпы людей и множество объектов прельщали Баркова. Мультикультурный характер, который Салоники сохраняли в тот период больше, нежели любой другой греческий город, дали странствующему эмигранту Баркову чувство большей близости с окружающей средой. Это объясняет его длительное пребывание в городе, который не мог содержать художников, тем более иностранных. Разнообразие архитектурных стилей Салоник тогда ещё было не нарушено и город представлял собой урбанистическое пространство, с видами западно-европейского, восточного и балканского мегалополиса. Византийские и мусульманские памятники Салоник, улицы и площади, сложная сеть Верхнего города стали темами десятков работ Баркова. Устные свидетельства людей, которые знали Баркова, сходятся на том, что условия его жизни были очень трудными. Он жил одиноко в одной из комнат бывшего караван-сарая, которые предоставлялись бездомным. Жил в условиях крайней нищеты и считался алкоголиком.
Когда он работал на улице, любой прохожий мог купить одну из его акварелей, находящихся при нём, в ящике, или заказать вид или уличную сцену, которые Барков выполнял с характерной уверенностью и скоростью, что впечатляло окружающих.
Бедность и отсутствие художественного рынка в Салониках, вынудили Баркова оставить в 1932 македонскую столицу и переселиться в Афины и Пирей.
В годы тройной, германо-итало-болгарской, оккупации Греции во время Второй мировой войны, Барков оставался в греческой столице, где и умер от голода в начале 1942 года, вместе с сотнями тысяч греков, умерших в Великий голод зимы 1941—1942 годов.

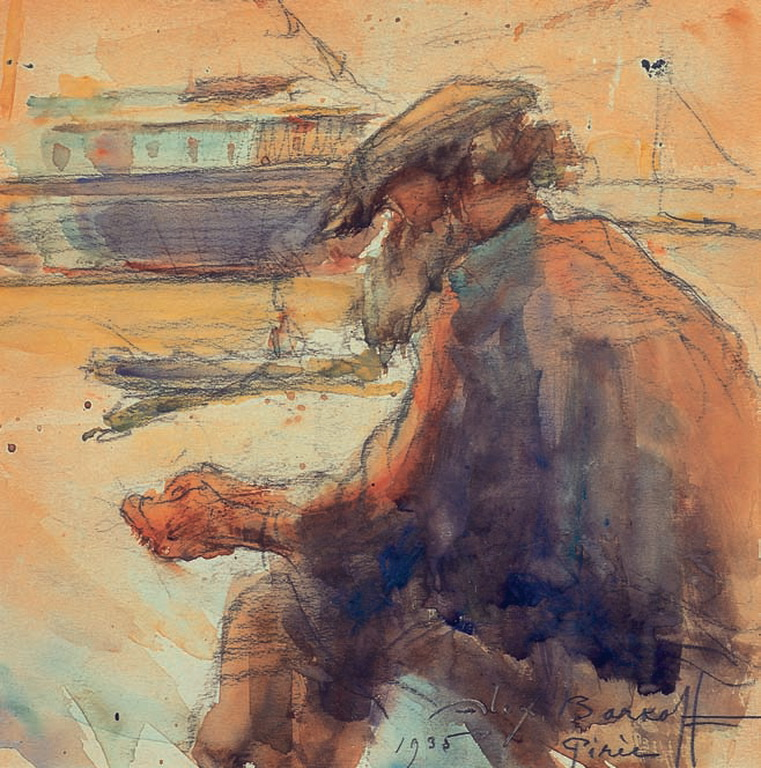
Рыбак в Пирее −1935.
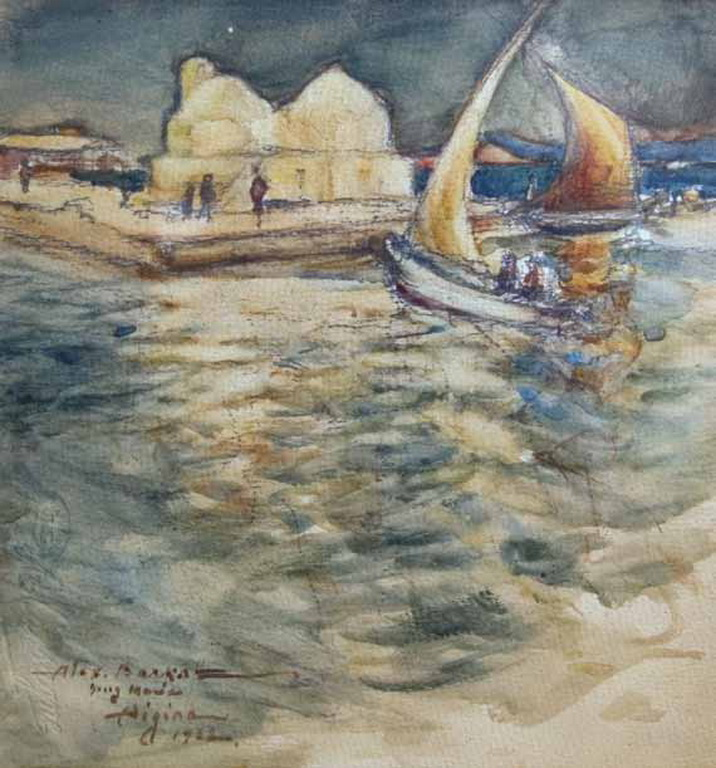
Церковь Св. Николая моряков на острове Эгина — 1932.
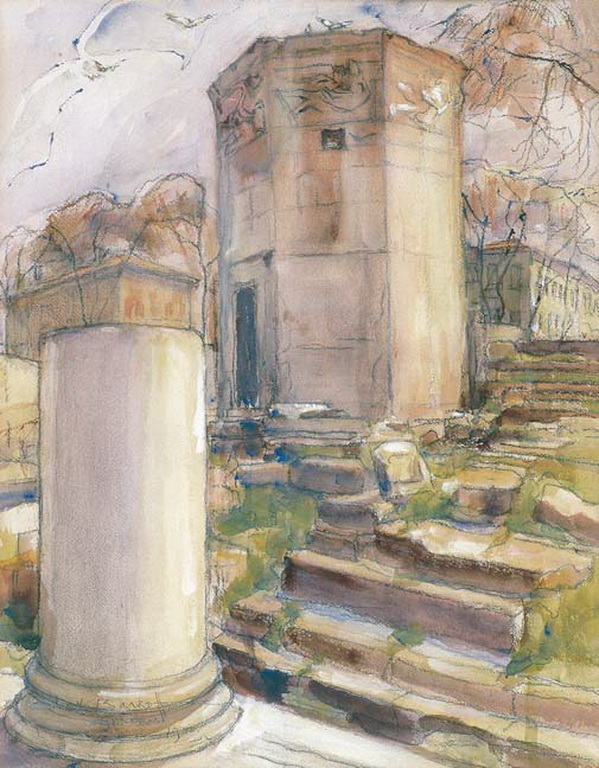
Аэридес — 1940.
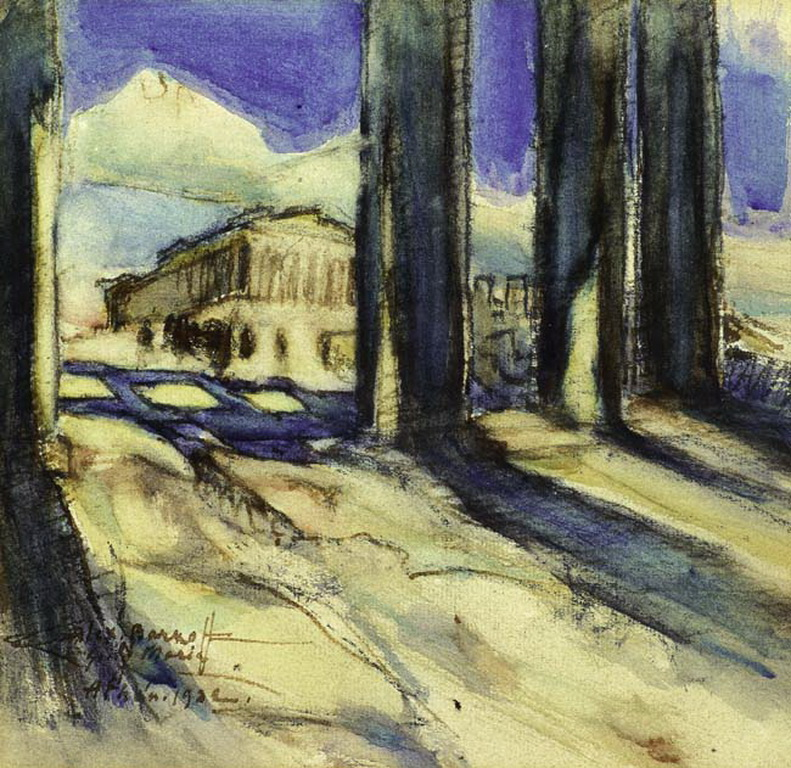
Афинский Акрополь.
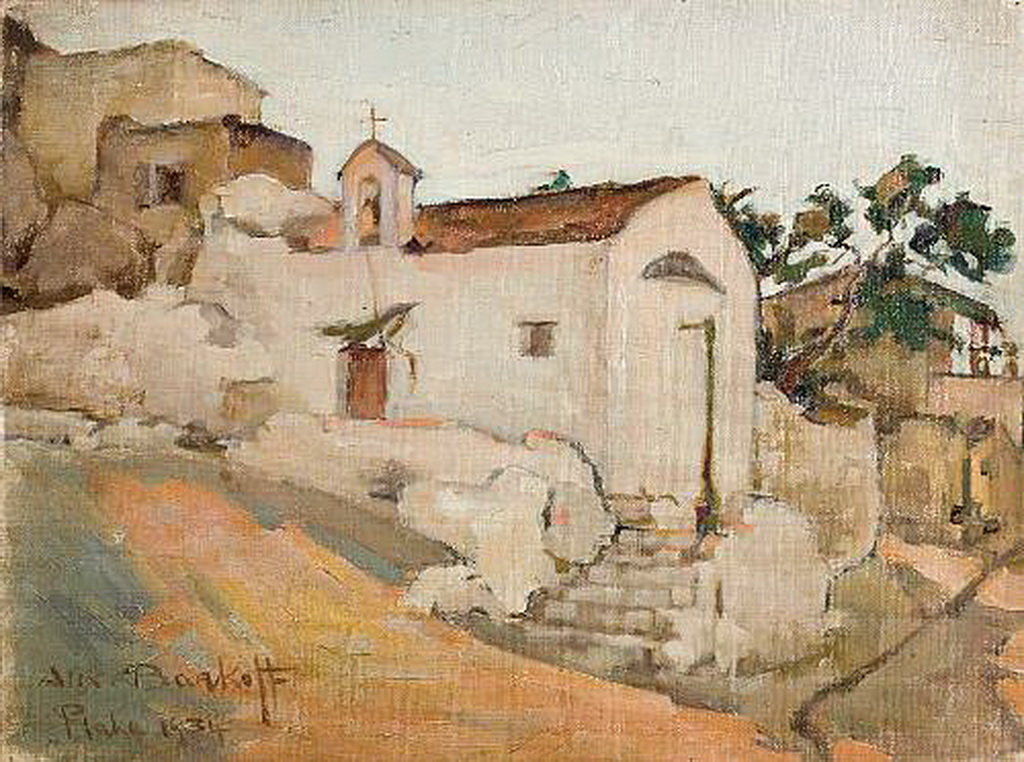
Плака — 1934.
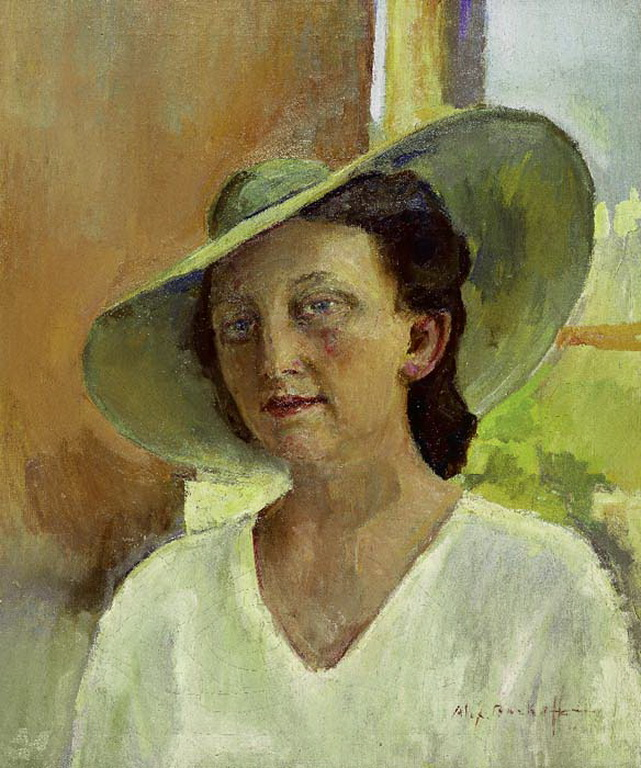
Портрет неизвестной женщины.

## Место Баркова в греческой живописи
Работы Баркова сегодня востребованы среди греческих коллекционеров, многие из которых гордятся своими «Баркоф».
Работы Баркова сегодня включаются в каталоги работ греческих художников.
Он не принадлежал к греческим художественным кругам (художникам, галеристам, критикам искусства) или потому что не захотел, или потому что не смог войти в эти круги.
Он оставался маргиналом и «уличным» художником до самой своей смерти во время оккупации Греции.
Будучи одним из последних иностранных художников, сделавших Грецию своей родиной, Барков спас в своих акварелях то, что мало занимало современных ему греческих художников: человеческое присутствие на улицах межвоенных Афин и Салоник, с оживлёнными толпами, но и с историческим характером их архитектуры, древней и новейшей.
На картинах греческих художников в картинах памятников редко находилось место для сцен ежедневной человеческой жизни.
С другой стороны, иностранные художники посещали Грецию и в 18-м и в 19-м веке.
Их взгляд был прикован к мифической идентичности этого экзотического мыса Балканского полуострова, который среди останков славного прошлого ещё хранил эмблему западной цивилизации, Парфенон. В большинстве греческих пейзажей этих художников и, в большей степени, в гравюрах, памятники являются главной, или как минимум дополнительной, темой. Естественная красота связывается с отображением памятников, чтобы оправдать столь далёкое путешествие.
В 20-м веке число иностранных художников работавших в Греции значительно меньше. Многие из них оказались в Салониках в связи с событиями Первой мировой войны и отразили город, сохраняя традицию «чужого взгляда», но в основном в импрессионистской манере.
Барков писал в основном акварели.
Немногие греческие художники 20-го века были заняты акварелью. Среди них Партенис, Константинос, который с 1908 по 1920 писал спорадически островные пейзажи, Бузянис, Георгиос, который систематически писал акварелью работая в Париже в период 1928—1930, и, спорадически позже, и в некоторых случаях Царухис, Яннис, Хадзикирьякос-Гикас, Никос, Вакало, Георгиос, Василиу, Спирос.
Антонис Котидис, профессор истории искусств Аристотелева университета в Салониках, считает, что не следует рассматривать акварели Баркова на фоне современной ему греческой живописи.
Поскольку Барков был уже состоявшимся художником, который сделал акварель своим основным выразительным средством, он стоит особняком в среде, где это средство использовалось время от времени и, чаще, как вспомогательное средство, нежели как независимое.
Его художественное пространство — это западно-европейская акварель периода 1917—1927, когда он работал в Париже.
Барков сформировал свой личный стиль в этом пространстве, между импрессионизмом и экспрессионизмом.
Он несколько более сдержан по сравнению с экспрессионистами, но не имеет ничего общего с консервативными греческими акварелистами Ангелосом Яллинасом и Викентием Бокацямбисом, ещё писавшими в преклонном возрасте картины, когда Барков жил и работал в Греции.
К тому же их тематика была различной.
Картины Баркова, кроме художественного и эстетического значения, имеют и историческое значение, поскольку отражают жизнь Афин и Салоник на улицах, которых уже больше нет.
Хотя в некоторые моменты своего творчества Барков работал с пейзажами, его вдохновением постоянно оставался человек в городском пейзаже и в этом его выборе, если не считать Теофраста Триандафиллидиса, Барков буквально не имеет себе подобного в греческой живописи его времени.
Он всегда оставался чужестранцем, который полюбил Плаку, Монастираки, путаницу эфемерной субстанции с вневременностью их древних руин, смесь их народности и историчности передав всё это в своём уникальном для живописи современной Греции творчестве.

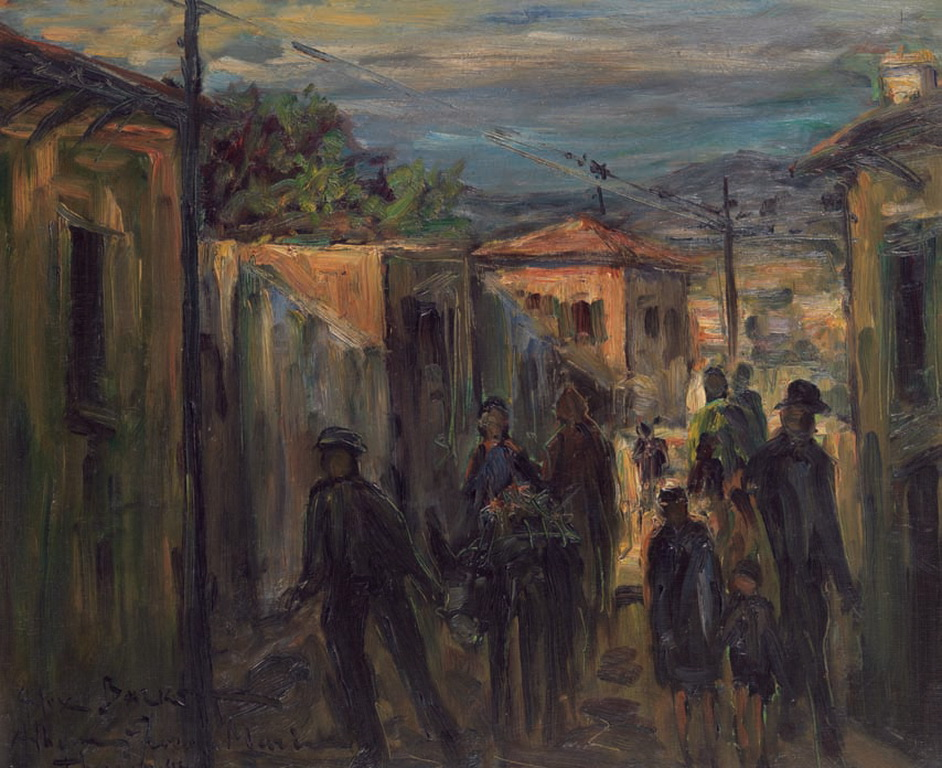
Улица в Монастираки — 1940.
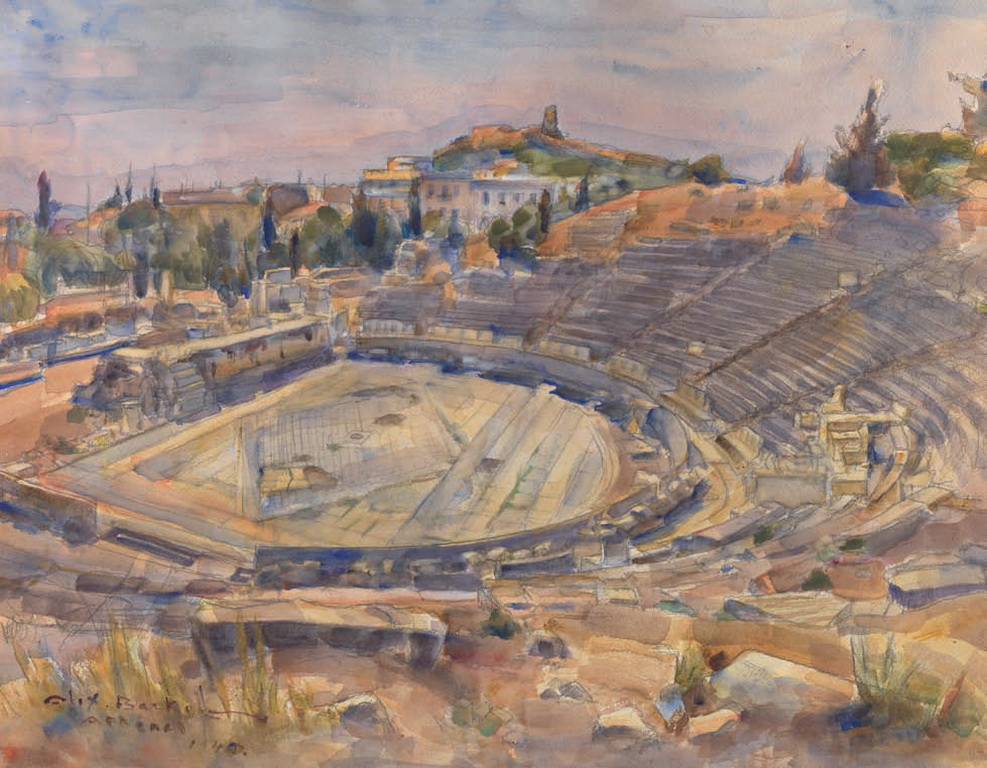
Театр Диониса в Афинах — 1940.
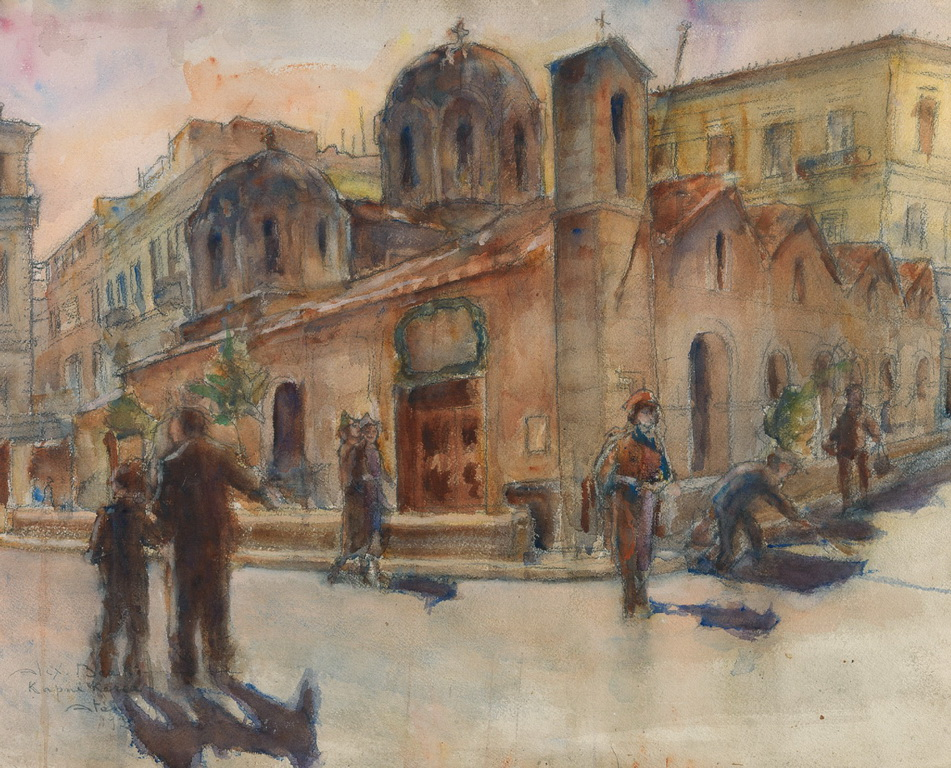
Церковь Капникареа в Афинах.
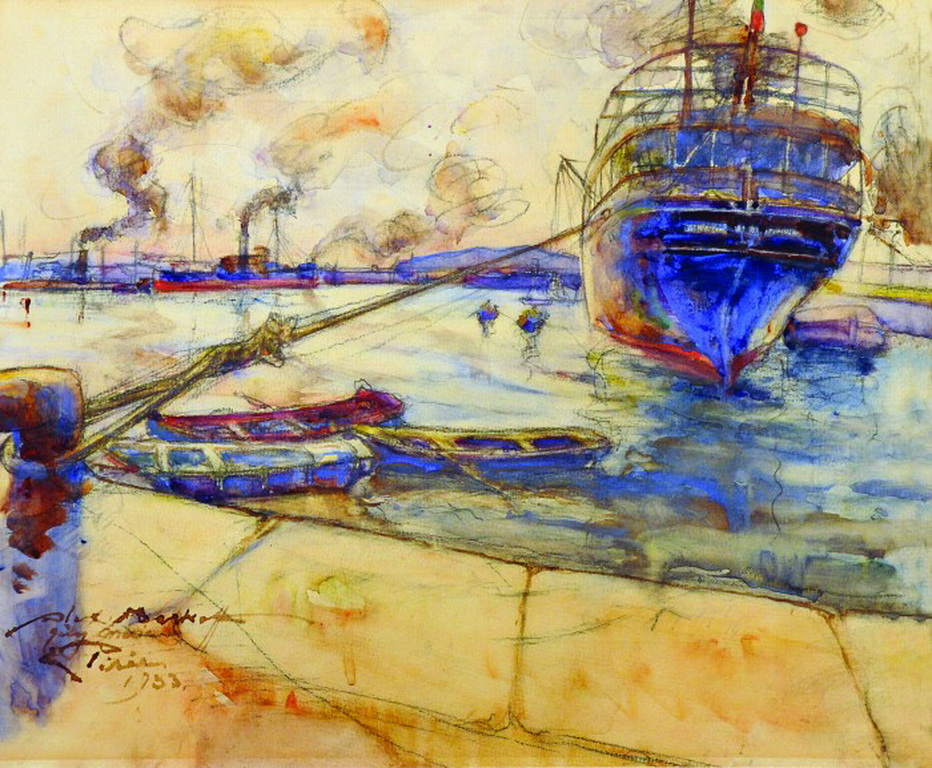
Корабль на концах — 1933.
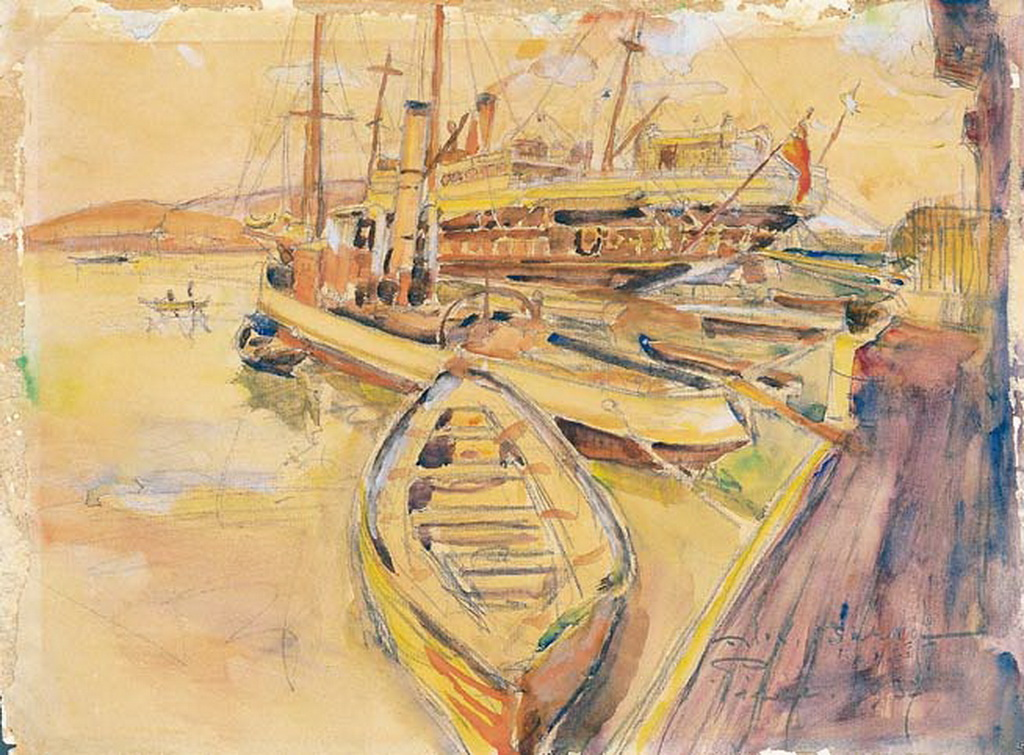
Пирей — 1937.
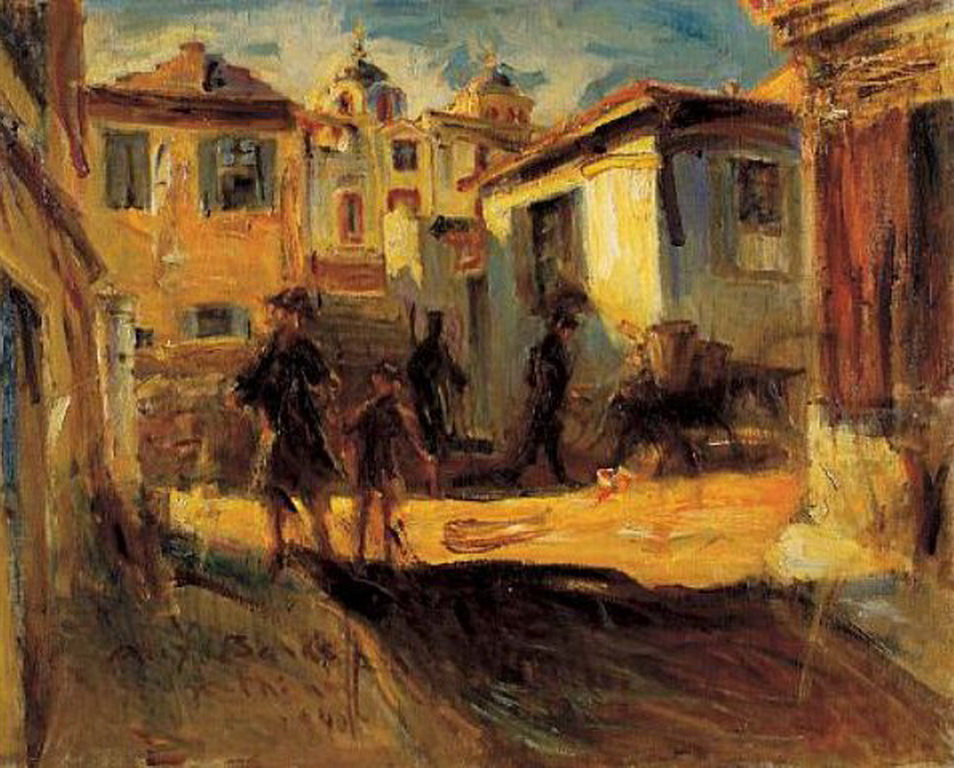
Улица Плаки — 1940.

## Выставка ретроспектива
С 4 февраля по 5 марта 1914 года 200 работ Баркова были выставлены в афинском Музее Бенакиса. Выставка затем была перенесена в Салоники, где работы Баркова выставлялись в Муниципальной галерее Салоник с 10 марта по 7 апреля.

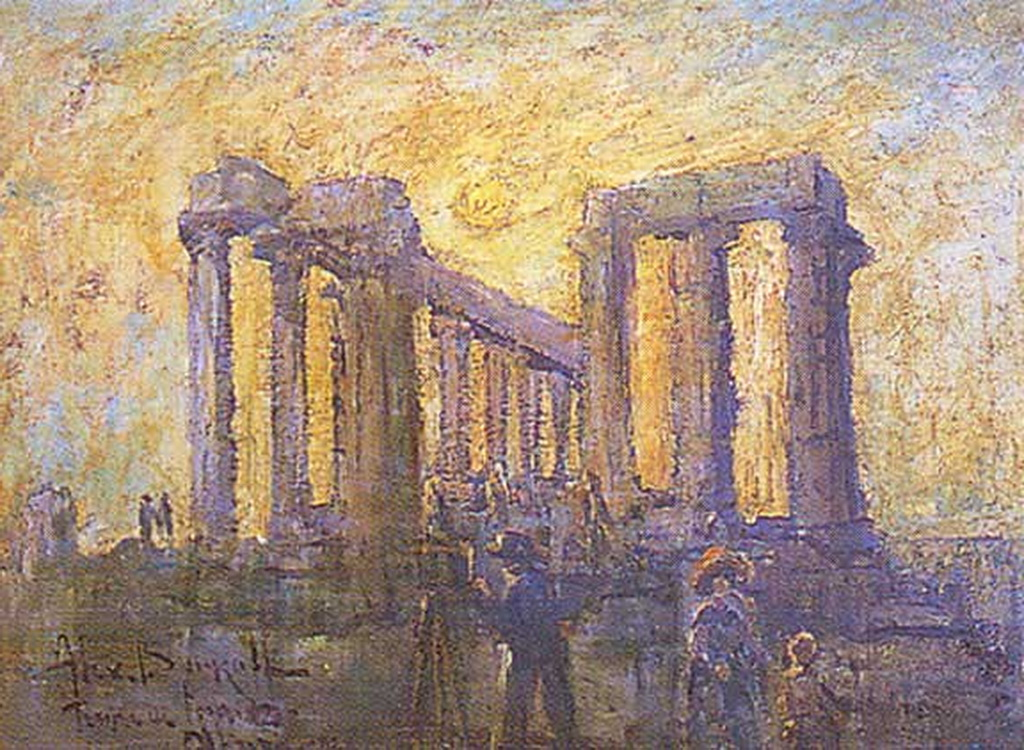
Сунион.
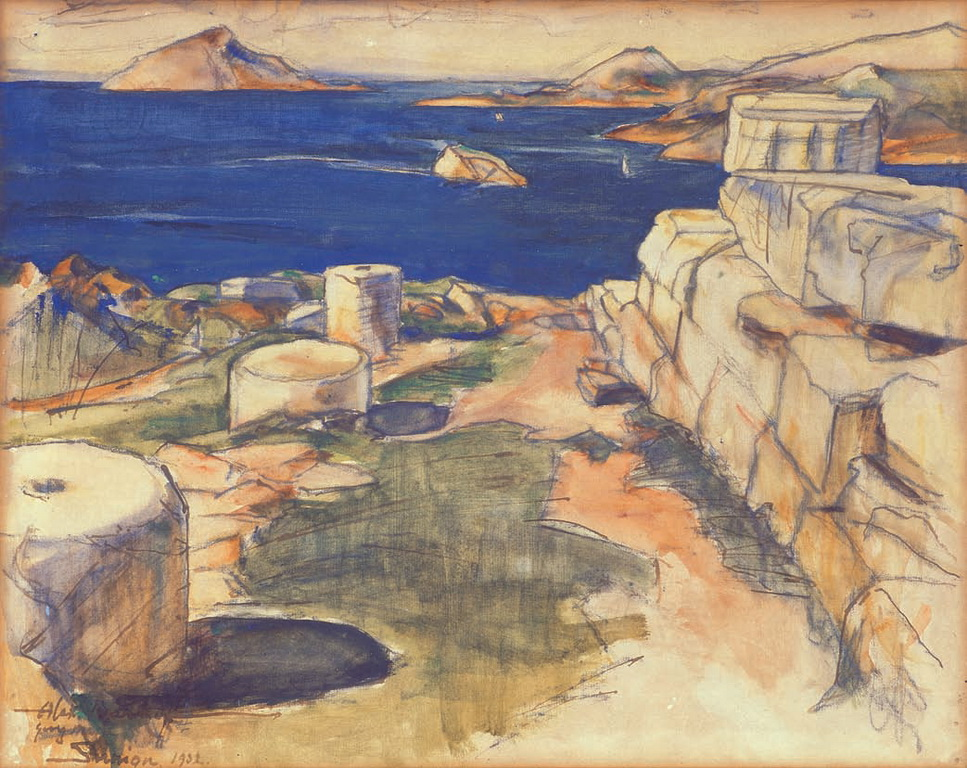
Вид с Суниона — 1932.